# Most Wanted – Wer entkommt?
Most Wanted – Wer entkommt? ist eine interaktive Reality‑Adventure‑Show, die seit dem 14. Mai 2025 auf dem Streamingdienst Joyn und parallel auf ProSieben ausgestrahlt wird.

## Konzept
Fünfzehn prominente Kandidaten brechen aus einem stillgelegten Gefängnis bei Aachen aus und versuchen als sogenannte „Targets“ fünf Tage lang, in einem Umkreis von 200 Kilometern durchzuhalten – ohne Geld, Handy oder persönliche Gegenstände. Drei „Hunter“ – Joey Kelly, Otto Bulletproof und Max Schradin – verfolgen sie auf Basis von GPS‑Hinweisen, die alle 20 Minuten empfangen werden. Die Targets dürfen den öffentlichen Personenverkehr benutzen und auch Taxis, Boote oder gar Flugzeuge anmieten, auch dürfen sie sich von Personen im Auto mitnehmen lassen, jedoch ist jedes Fahrzeug nach einer Aufenthaltsdauer von 40 Minuten wieder zu verlassen. Zuschauer können via Joyn‑App, Social Media oder Hotline Hinweise geben und damit die Jäger unterstützen oder durch Falschangaben behindern.
Das Format basiert auf dem niederländischen Original „Most Wanted“.

## Produktion
Gedreht wurde vom 30. April bis zum 4. Mai 2025 im Rheinland und Nordrhein-Westfalen, mit Start der Ausstrahlung am 14. Mai 2025. Die erste Staffel umfasst acht Folgen, die wöchentlich mittwochs auf Joyn und ProSieben erscheinen.

## Teilnehmer

### Hunter
- Joey Kelly
- Otto Bulletproof
- Max Schradin[4]

### Gejagte Prominente
- Einzelkämpfer:
  - Claudia Effenberg
  - Simon Gosejohann
  - Paul Janke
  - Parshad Esmaeili
  - Flying Uwe

- Paare/Teams:
  - Ann-Kathrin Bendixen („Affe auf Bike“) & Gabriel Kelly
  - C‑Bas (Sebastian Meichsner) & Chris Manazidis
  - Pia Tillmann & Zico Banach
  - Elena Gruschka & Lars Tönsfeuerborn
  - Gina Beckmann & Steff Jerkel

Simon Gosejohann, C-Bas und Chris Manazidis konnten das Finale erreichen und bildeten fortan ein Team, das zusammenbleiben musste. Das Finale wurde in der letzten Folge gesendet und es galten verschärfte Regeln: kürzere Zeitabstände zwischen den GPS-Signalen und kürzerer Maximalverbleib in einem Fahrzeug. Allerdings mussten die Targets nur noch vier Stunden durchhalten, ohne gefasst zu werden. Nachdem Gosejohann und Manazidis in der letzten Stunde von den Jägern aufgegriffen werden konnten, blieb C-Bas als letzter Teilnehmer seines Teams übrig. Es gelang ihm, bis zum Ablauf der vier Stunden nicht von den Huntern gefasst zu werden, wodurch das Team insgesamt das Spiel gewann.